# Lars Arnesson
Lars Arnesson (Sandviken, 1936. február 20. – 2023. október 1.) svéd labdarúgó, hátvéd, edző. A svéd válogatott szövetségi kapitánya (1980–1985).

## Pályafutása

### Játékosként
A Sandvikens IF, majd 1960 és 1964 között a Djurgårdens IF labdarúgója volt. Az 1964-es idényben tagja volt a bajnokcsapatnak.

### Edzőként
1969-ben a Skövde AIK, 1970 és 1972 között a Kalmar FF vezetőedzője volt. 1975–76-ban a svéd U21-es válogatottnál tevékenykedett. 1977 és 1980 között az Östers IF, 1979-ben a Djurgårdens IF szakmai munkáját irányította. 1979-ben ismét az U21-es válogatott edzője volt. 1980 és 1985 között a svéd válogatott szövetségi kapitányaként dolgozott. 59 mérkőzésen irányított a nemzeti válogatottat. Mérlege 27 győzelem, 13 döntetlen és 19 vereség volt.
Edzői pályafutását követően a Nemzetközi Labdarúgó-szövetség technikai bizottságánál dolgozott. A játékszabályokra tett javaslatok értékelése volt a feladata.

## Sikerei, díjai
Djurgårdens IF
- Svéd bajnokság (Allsvenskan)
  - bajnok: 1964